# Hyadina binotata
Hyadina binotata är en tvåvingeart som beskrevs av Cresson 1926. Hyadina binotata ingår i släktet Hyadina och familjen vattenflugor. Inga underarter finns listade i Catalogue of Life.